# Triepeolus vicinus
Triepeolus vicinus är en biart som först beskrevs av Cresson 1865.  Triepeolus vicinus ingår i släktet Triepeolus och familjen långtungebin. Inga underarter finns listade i Catalogue of Life.